# Haydar Aşan
Haydar Aşan (ur. 16 kwietnia 1906 w Konstantynopolu, zm. 29 lutego 1996 w hrabstwie Alameda) – turecki lekkoatleta, olimpijczyk.
Uczestnik igrzysk olimpijskich w Amsterdamie (1928). Sztafeta 4 × 100 metrów w składzie: Haydar Aşan, Mehmet Ali Aybar, Şinasi Şahingiray i Semih Türkdoğan odpadła w eliminacjach. Wystąpił ponadto w skoku wzwyż, w którym osiągnął 170 cm (28. miejsce).
Aşan był rekordzistą Turcji. Trzykrotnie ustanawiał rekordy kraju w skoku o tyczce (wszystkie w 1933 roku), pięciokrotnie w skoku wzwyż (w latach 1927-1930).
Rekordy życiowe: skok wzwyż – 186 cm (1932).